# DJ Kawest
Pour les articles homonymes, voir Genevieve.
DJ Kawest, né Kenny Genevieve le 10 mars 1994, est un DJ et compositeur de musique français.

## Biographie

### Enfance et débuts
De parents guadeloupéens, Genevieve naît en 1994. Il grandit entouré de musiciens et s'initie aux percussions grâce à son père dès l'âge de 5 ans.

### Carrière
En mars 2021, le morceau When Haiti Meets Angola devient viral sur les réseaux sociaux et lui permet de signer chez JUSTON RECORDS en novembre 2021.
En 2024, il sort son premier album, Hybride.
En juillet 2024, il se produit à guichet fermé à La Cigale. Le 2 mai 2025, il se produit à l'Olympia.

## Discographie

### Singles
- 2021 : When Haiti Meets Angola
- 2021 : When Haiti Meets Angola, Pt 2
- 2022 : Low Low (Pon Di Buddy) (feat. Mr. Vegas)
- 2022 : Last Last (Remix) (feat. Allikey)
- 2023 : BACK IT UP (feat. AndyBeatz)
- 2023 : Pon Di Thing (feat. ROYALTY et Maureen)
- 2023 : Doucement (feat. Hulk Van JMF)
- 2023 : Mon ex (feat. T Dedonia, Christofer CDG)
- 2023 : Jusqu'à demain (feat. Low Jay)
- 2023 : Choquer (feat. Lya, MC L da Vinte)
- 2023 : Truc en plus (Remix Kompas) (feat. Jeady Jay, Hayla)
- 2023 : À quoi ça sert (feat. Lossa)
- 2024 : City Road
- 2024 : Serre-moi fort (feat. Gaëlle)
- 2024 : Konpa Paradise (feat. T-Gui)
- 2024 : Konpa Paradise 2 (feat. T-Gui, T-will)
- 2024 : Whippin (feat. Ayewai)
- 2024 : Snapchat (feat. Noelia, JmaX)
- 2024 : Pepper (feat. Jahyanai)
- 2024 : Trophée (feat. Celyane)
- 2024 : DIS MOI (feat. Joé Dwèt Filé)
- 2024 : Parano (feat. DDB)
- 2024 : Jour de paye (feat. Bolémvn, Lyna Mahyem)
- 2024 : C'est (feat. Dk2fois)
- 2024 : Chocolat (feat. Gaëlle, Chilly)
- 2024 : Elle veut (feat. Innoss'B)
- 2024 : Honey (feat. Emma'a)
- 2024 : Karma (feat. Lil Jay Bingerack)
- 2024 : Ma copine (feat. Gaz Mawete)
- 2024 : Pilotis (feat. Bramsito)
- 2024 : Toi et moi (feat. Kim)
- 2024 : You Sèl (feat. Vayb)
- 2024 : Tout est bon (feat. Ntaba 2 London)
- 2024 : Ça dégage (feat. Nesly)
- 2025 : Chambre 04 (feat. Attachingboy) Diamant[6]
- 2025 : C'est nous (feat. Saga Love)
- 2025 : Chouchou (feat. Aya Nakamura)

### Collaborations
- 2021 : Tick Tock Boom (DJ Flex, AndyBeatz, et DJ Kawest)
- 2023 : Ne doutes pas (Remix) (Cadie Nelva feat. DJ Kawest)
- 2023 : Tu mentais (Keen'V feat. DJ Kawest)